# Verenigde Staten op de Paralympische Spelen
De Verenigde Staten zijn een van de landen die deelneemt aan de Paralympische Spelen. Het land debuteerde op de Paralympische Zomerspelen 1960.

## Medailles en deelnames
De tabel geeft een overzicht van de jaren waarin werd deelgenomen, het aantal gewonnen medailles en de eventuele plaats in het medailleklassement.
| Zomerspelen | Zomerspelen | Zomerspelen | Zomerspelen | Zomerspelen | Zomerspelen |        | Winterspelen | Winterspelen | Winterspelen | Winterspelen | Winterspelen | Winterspelen |
| Jaar        | Goud        | Zilver      | Brons       | Totaal      | Rang        | Jaar   | Goud         | Zilver       | Brons        | Totaal       | Rang         |              |
| 1960        | 11          | 7           | 7           | 25          | 5           |        |              |              |              |              |              |              |
| 1964        | 50          | 41          | 32          | 123         | 1           |        |              |              |              |              |              |              |
| 1968        | 33          | 27          | 39          | 99          | 1           |        |              |              |              |              |              |              |
| 1972        | 17          | 27          | 30          | 74          | 2           |        |              |              |              |              |              |              |
| 1976        | 66          | 44          | 45          | 155         | 1           | 1976   | 0            | 0            | 0            | 0            | -            |              |
| 1980        | 75          | 66          | 54          | 195         | 1           | 1980   | 4            | 1            | 1            | 6            | 6            |              |
| 1984        | 137         | 131         | 129         | 397         | 1           | 1984   | 7            | 14           | 14           | 35           | 5            |              |
| 1988        | 91          | 90          | 91          | 272         | 1           | 1988   | 7            | 17           | 6            | 30           | 6            |              |
| 1992        | 75          | 52          | 48          | 175         | 1           | 1992   | 20           | 16           | 9            | 45           | 1            |              |
| 1996        | 46          | 46          | 65          | 157         | 1           | 1994   | 24           | 12           | 7            | 43           | 3            |              |
| 2000        | 36          | 39          | 34          | 109         | 5           | 1998   | 13           | 8            | 13           | 34           | 3            |              |
| 2004        | 27          | 22          | 39          | 88          | 4           | 2002   | 10           | 22           | 11           | 43           | 2            |              |
| 2008        | 36          | 35          | 28          | 99          | 3           | 2006   | 7            | 2            | 3            | 12           | 5            |              |
| 2012        | 31          | 29          | 38          | 98          | 6           | 2010   | 4            | 5            | 4            | 13           | 6            |              |
| 2016        | 40          | 44          | 31          | 115         | 4           | 2014   | 2            | 7            | 9            | 18           | 8            |              |
| 2020        | -           | -           | -           | -           | -           | 2018   | 13           | 15           | 8            | 36           | 2            |              |
| Totaal      | 771         | 700         | 710         | 2181        |             | Totaal | 111          | 119          | 85           | 315          |              |              |
| Tot. Z+W    | 882         | 819         | 795         | 2496        |             |        |              |              |              |              |              |              |

Afghanistan · Albanië · Algerije · Amerikaanse Maagdeneilanden · Andorra · Angola · Antigua en Barbuda · Argentinië · Armenië · Australië · Azerbeidzjan · Bahama's · Bahrein · Bangladesh · Barbados · België · Benin · Bermuda · Bosnië en Herzegovina · Botswana · Brazilië · Brunei · Bulgarije · Burkina Faso · Burundi · Cambodja · Canada · Centraal-Afrikaanse Republiek · Chili · China · Chinees Taipei · Colombia · Comoren · Congo-Kinshasa · Costa Rica · Cuba · Cyprus · Denemarken · Djibouti · Dominicaanse Republiek · Duitsland · Ecuador · Egypte · El Salvador · Estland · Ethiopië · Fiji · Filipijnen · Finland · Frankrijk · Gabon · Gambia · Georgië · Ghana · Griekenland · Groot-Brittannië · Guatemala · Guinee · Guinee-Bissau · Haïti · Honduras · Hongarije · Hongkong · Ierland · IJsland · India · Indonesië · Irak · Iran · Israël · Italië · Ivoorkust · Jamaica · Japan · Jemen · Jordanië · Kaapverdië · Kameroen · Kazachstan · Kenia · Kirgizië · Koeweit · Kroatië · Laos · Lesotho · Letland · Libanon · Liberia · Libië · Liechtenstein · Litouwen · Luxemburg · Madagaskar · Maleisië · Mali · Malta · Marokko · Mauritanië · Mauritius · Mexico · Moldavië · Mongolië · Montenegro · Mozambique · Myanmar · Namibië · Nederland · Nepal · Nicaragua · Nieuw-Zeeland · Niger · Nigeria · Noord-Korea · Noord-Macedonië · Noorwegen · Oeganda · Oekraïne · Oezbekistan · Oman · Oost-Timor · Oostenrijk · Pakistan · Palestina · Panama · Papoea-Nieuw-Guinea · Peru · Polen · Portugal · Puerto Rico · Qatar · Roemenië · Rusland · Rwanda · Salomonseilanden · Samoa · San Marino · Saoedi-Arabië · Senegal · Servië · Seychellen · Sierra Leone · Singapore · Slovenië · Slowakije · Spanje · Sri Lanka · Soedan · Suriname · Syrië · Tadzjikistan · Tanzania · Thailand · Tonga · Trinidad en Tobago · Tsjechië · Tunesië · Turkije · Turkmenistan · Uruguay · Vanuatu · Venezuela · Verenigde Arabische Emiraten · Verenigde Staten · Vietnam · Wit-Rusland · Zambia · Zimbabwe · Zuid-Afrika · Zuid-Korea · Zweden · Zwitserland
Historische landen: Duitse Democratische Republiek · Joegoslavië · Servië en Montenegro · Sovjet-Unie · Tsjecho-Slowakije — Individuele Paralympische Atleten · Gezamenlijk Team · Onafhankelijk paralympisch deelnemer